# کالج حقوق دانشگاه کالیفرنیا، سان فرانسیسکو
کالج حقوق هیستینگز، دانشگاه کالیفرنیا (به انگلیسی: University of California, Hastings College of the Law) یکی از بهترین دانشگاه‌های حقوق می‌باشد که در سیویک سنتر، سن‌فرانسیسکو واقع است و وابسته به دانشگاه کالیفرنیا است. دانشگاه در سال ۱۸۷۸ توسط «سرانوس کلینتون هیستینگز» اولین رئیس قضایی ایالت کالیفرنیا و به عنوان اولین دانشگاه حقوق کالیفرنیا تأسیس گردید. طبق درجه بندی «یواس نیوز» دانشگاه هیستینگز در درجه سی و هشتم در بین بالاترین دانشگاه‌های حقوق آمریکا، رتبه هفذم در بین دانشگاه‌های عمومی و رتبه هفتم در بین مدارس حقوق در غرب آمریکا می‌باشد.

## نگارخانه

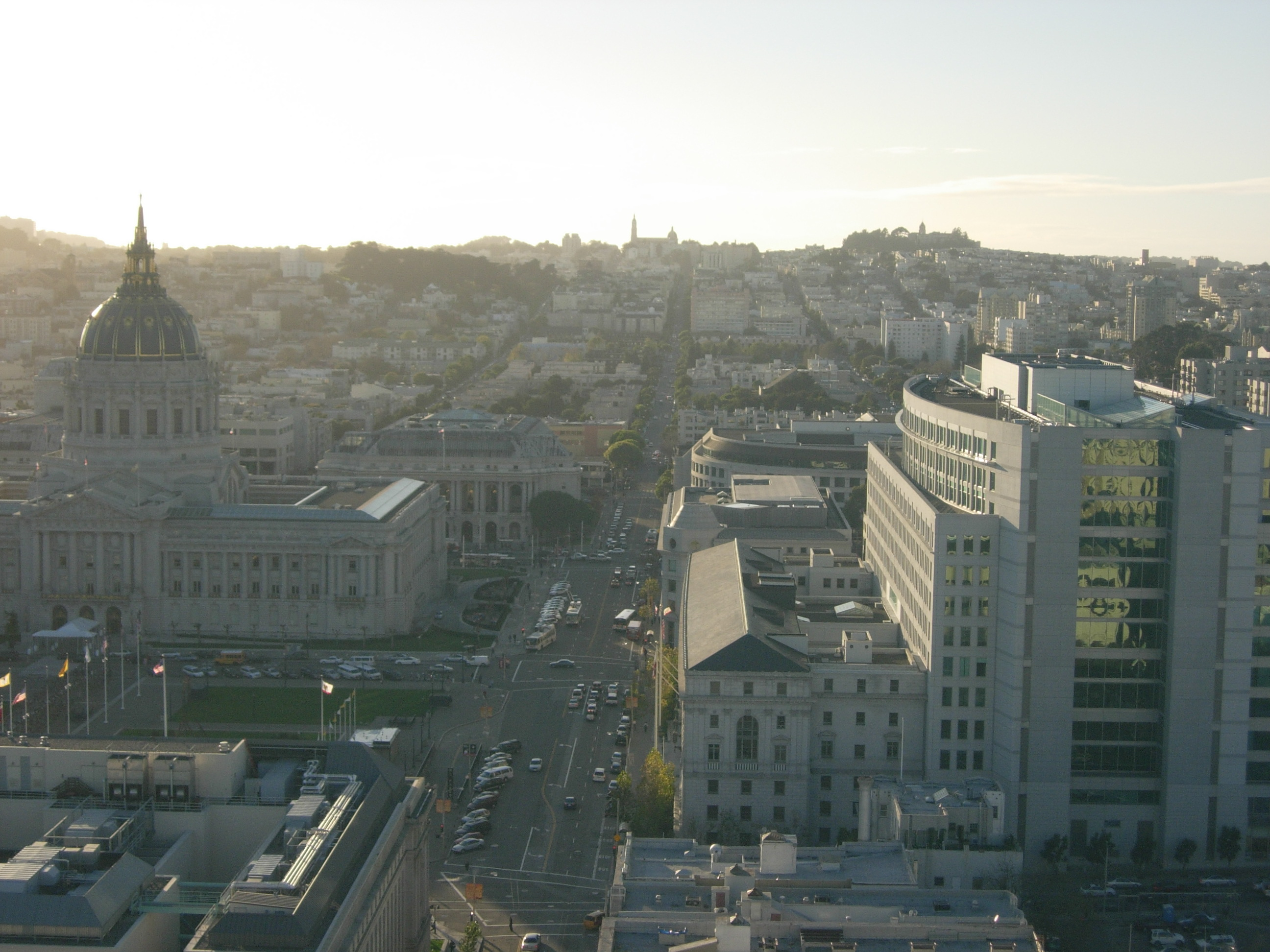
نمایی از شهر سانفرانسیسکو